# Mihrimah Sultan (figlia di Şehzade Mehmed Ziyaeddin)
Mihrimah Sultan (turco ottomano: مھرماہ سلطان, "sole e luna" o "luce della luna", da sposata Principessa Sultana Mihrimah Nayef, arabo: أميرة مهرماه نايف; Istanbul, 14 aprile 1923 – Amman, 30 marzo 2000) è stata una principessa ottomana, figlia di Şehzade Mehmed Ziyaeddin e nipote del sultano Mehmed V, e una principessa giordana per matrimonio, come moglie del principe Nâyef bin Abdüllah, figlio di re Abdüllah I di Giordania.

## Origini
Mihrimah Sultan nacque il 14 aprile 1923 a Istanbul, nella villa paterna di Haydarpasha. Era la figlia più giovane di Şehzade Mehmed Ziyaeddin, figlio maggiore del sultano ottomano Mehmed V, e l'unica figlia della consorte Neşemend Hanım. Fu la prima principessa nata dopo l'abolizione del Sultanato e dell'Impero ottomano nel 1922. Fino al 1924 visse con sua madre nel loro appartamento al secondo piano.
Nel 1924 la dinastia ottomana venne esiliata.
Ziyaeddin e la sua famiglia si trasferirono prima a Beirut in Libano e poi, nel 1926, ad Alessandria d'Egitto. Rimase orfana di madre nel 1934 e di padre nel 1938. Venne educata a Parigi e a Il Cairo, al tempo protettorato britannico, il che la rese una donna moderna, progressista e di mente aperta, educata più all'europea che all'orientale.
Venne descritta come una bellissima ragazza dagli occhi verdi, dotata di grande fascino, eleganza e indipendenza.

## Matrimonio
Mihrimah fu fra le poche principesse post-esilio a fare un matrimonio nobile.
Nel 1940, in piena seconda guerra mondiale, sposò, nella villa a Il Cairo della sua sorellastra Lütfiye Sultan, il principe giordano Nâyef bin Abdüllah, figlio del re Abdüllah I di Giordania. Il matrimonio fu un evento storico e in Giordania venne accolto con sette giorni e sette notti di festeggiamenti.
Dopo il matrimonio la coppia si trasferì in Giordania, ad Amman, dove lei assunse il titolo di Principessa Sultana Mihrimah Nâyef. La coppia ebbe due figli.
Educata principalmente all'europea, Mihrimah si distinse per il suo atteggiamento libero rispetto alle sue conterranee. Ad esempio, invece del velo nero integrale, era solita portare solo un velo trasparente sulla metà inferiore del viso.
Nel 1951 Abdüllah I venne ucciso e Talal di Giordania, fratello maggiore di suo marito, divenne re, rendendo suo marito erede al trono. Tuttavia, Nâyef rinunciò ai suoi diritti a favore del figlio maggiore del fratello, dichiarando di non avere interesse per il governo.

## Morte
Rimasta vedova nel 1983, Mihrimah risiedette per qualche tempo negli Stati Uniti, prima di rientrare ad Amman, dove morì il 30 marzo 2000 per un cancro del sangue.
Il funerale si tenne a Istanbul, alla presenza dei membri della dinastia ottomana nel frattempo rientrati in patria. Venne sepolta nel mausoleo Mehmed V.

## Discendenza
Dal suo matrimonio, Mihrimah Sultan ebbe due figli:
- Principe Sultanzade Ali bin Nâyef (n. 10 agosto 1941). Ha sposato Wijdan Muhana (n. 1939, Baghdad ) l'11 aprile 1966. Hanno tre figlie e un figlio:
  - Principessa Naafa bin Ali (n. 27 dicembre 1966)
  - Principessa Rajwa bin Ali (n. 29 giugno 1968)
  - Principessa Basma Fatima bin Ali (n. 24 marzo 1970)
  - Principe Mohammed Abbas bin Ali (n. 17 febbraio 1973)
- Principe Sultanzade Abubakr Asem bin Nâyef (n. 27 aprile 1948). Si è sposato due volte:
  - Dal 1974 al 1985 con Firouzeh Vokhshuri. Hanno tre figlie:
    - Principessa Yasmin bin Asem (n. 30 giugno 1975), sposata dal 2 settembre 2005 con Basel Yaghnam.
    - Principessa Sara bin Asem (nata il 12 agosto 1978), sposata il 26 giugno 2008 con Alejandro Garrido. Hanno un figlio e una figlia:
      - Talal Alejandro Garrido (n. dicembre 2008, Spagna)
      - Lola Alejandra Garrido (n. dicembre 2010, Spagna).

    - Principessa Noor bin Asem (n. 6 ottobre 1982), Sposata due volte: 
      - Dal 29 agosto 2003 al 9 settembre 2009 con il principe Hamzah bin Hussein. Hanno una figlia:
        - Principessa Haya bint Hamzah (n. 18 aprile 2007)

      - Dal 22 giugno 2018 con Amr Zedan. Hanno due figli:
        - Talal bin Amr (n. 27 marzo 2019)
        - Abdüllah bin Amr (n. 20 dicembre 2020)

  - Dal 6 gennaio 1986 con Sana Kalimat. Hanno due figlie e un figlio:
    - Principessa Salha bin Asem (n. 14 giugno 1987), sposata dal 4 aprile 2011 con Mohammad Hashim Haj-Hassan. Hanno una figlia e due figli:
      - Aisha bin Haj-Hassan (n. 27 maggio 2013)
      - Hashim bin Haj-Hassan (n. 1 dicembre 2015)
      - Abdullah bin Haj-Hassan (n. 3 settembre 2018)

    - Principessa Nejla bin Asem (n. 9 maggio 1988), sposata dal 23 ottobre 2014 con Nasser Osama Talhouni. Hanno due figli.
    - Principe Nâyef bin Asem (n. 22 gennaio 1998), sposato dal 13 aprile 2021 con Sharifa Farah Alluhaymaq.

## Onorificenze
- Giordania: Gran Cordone dell'Ordine della Stella di Giordania.
- Paesi Bassi: Dama di Gran Croce dell'Ordine di Orange-Nassau, postumo, 22 ottobre 2006.